# Wolfgang Heinz
David Hirsch, ismertebb nevén Wolfgang Heinz (Plzeň, 1900. május 18. – Berlin, 1984. október 30.) osztrák–német színész, egyetemi tanár, színházi színész és filmszínész. 1968 és 1974 közt ő vezette a Berlini Művészeti Akadémiát. Az NDK-ban politizált is, kommunista eszméket vallott.
Zsidó származású volt.